# Sarcófago romano

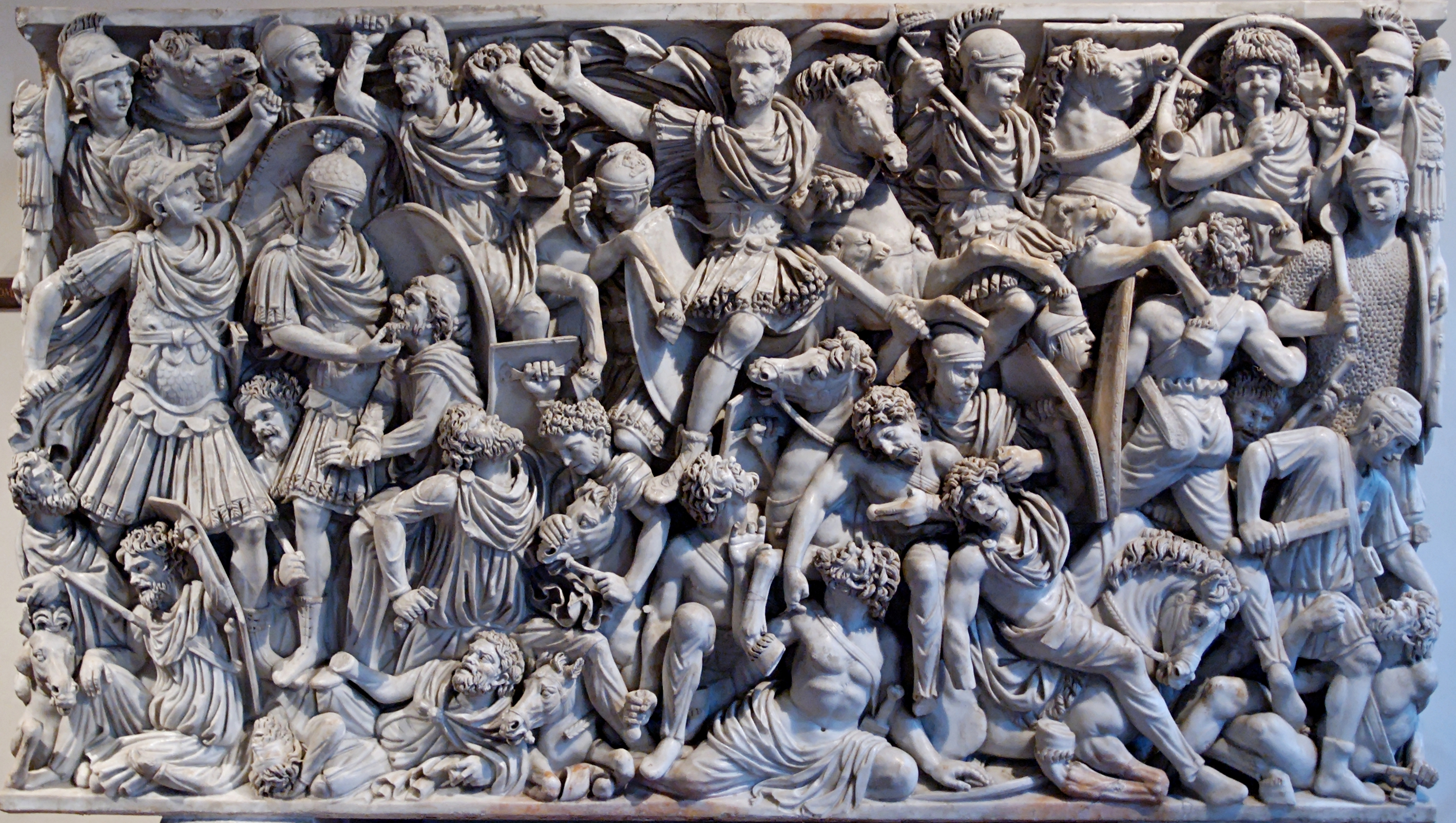
El Sarcófago Ludovisi, un ejemplo de las escenas de batalla favorecidas durante la crisis del siglo III: los «romanos y góticos conmovedores y altamente emotivos» llenan la superficie en una composición anticuada y clásica.

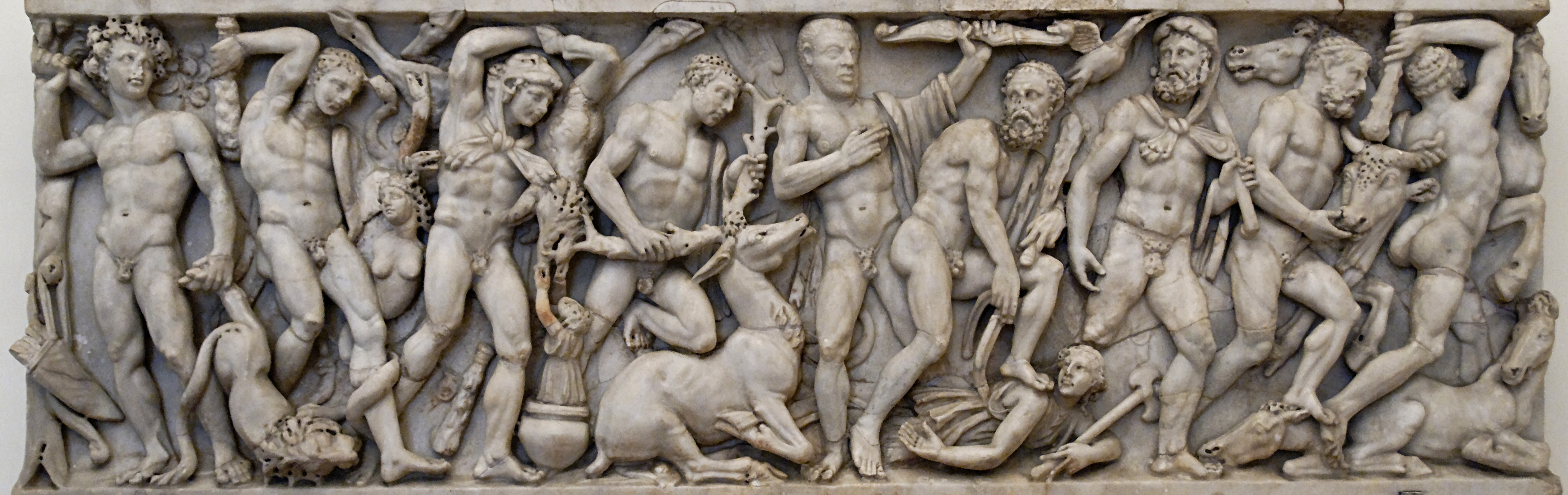
Sarcófago del que representa Los doce trabajos de Heracles, un tema popular para los sarcófagos.

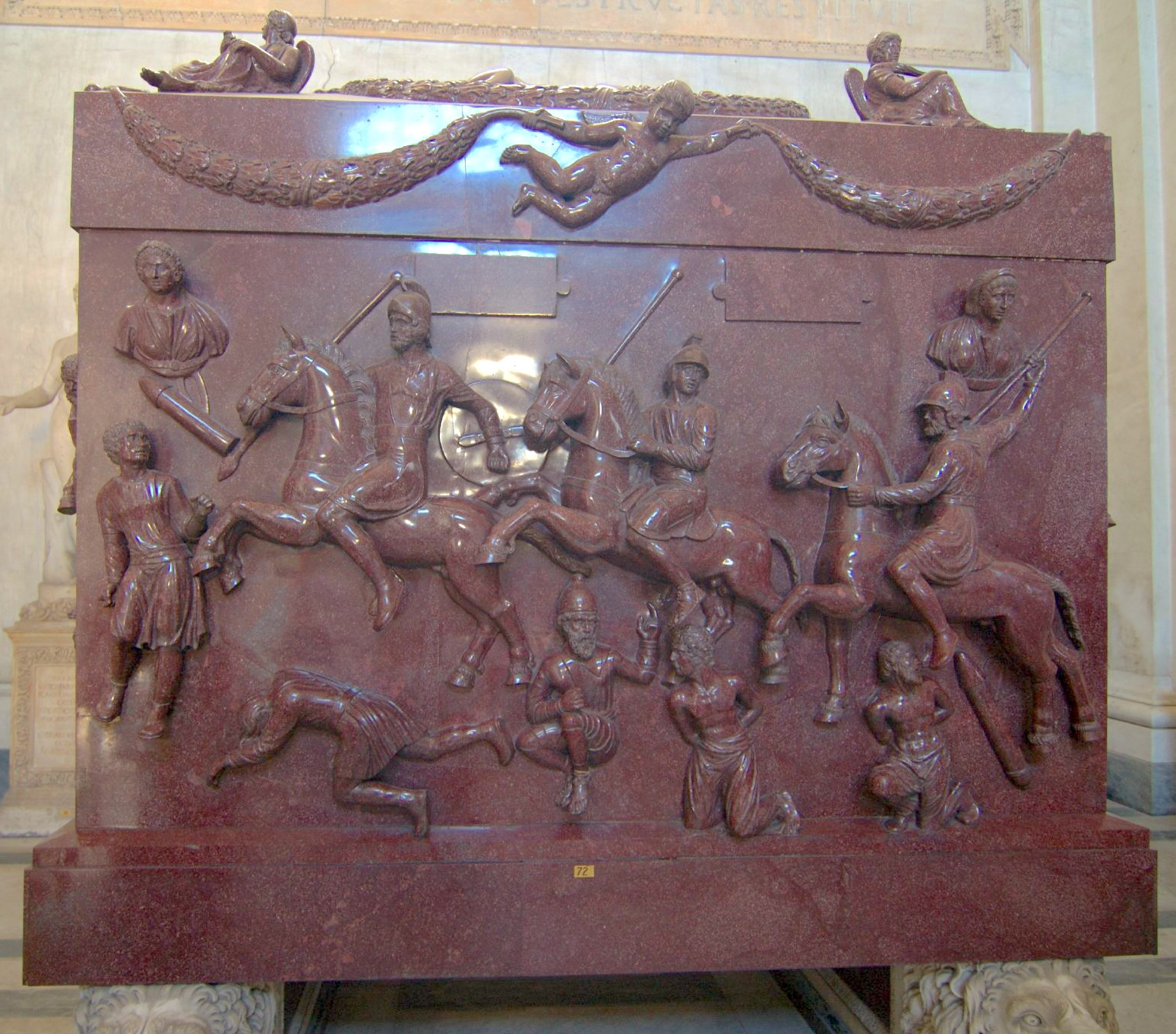
Sarcófago de Helena en pórfido.

El sarcófago romano fue empleado en las prácticas funerarias de la antigua Roma y por lo tanto en el arte funerario romano, los sarcófagos elaborados en talla de relieve en mármol y piedra caliza fueron característicos de entierros de inhumación de élite del siglo II al IV. Al menos 10 000 sarcófagos romanos han sobrevivido, con fragmentos que posiblemente representan hasta 20 000. Aunque las escenas mitológicas han sido ampliamente empleadas, el relieve del sarcófago ha sido llamado la "«única fuente más rica de iconografía romana»", también puede representar la ocupación o el curso de la vida del fallecido, escenas militares y otros temas. Los mismos talle es produjeron sarcófagos con imágenes judías o cristianas. Los primeros sarcófagos cristianos producidos a partir de finales del siglo III en adelante, representan la primera forma de gran escultura cristiana, y son importantes para el estudio del arte paleocristiano.  
En su mayoría se fabricaron en ciudades importantes, como Roma y Atenas, que las exportaron a otras ciudades. En otros lugares, la estela de lápida siguió siendo más común. Siempre fueron una forma muy costosa reservada para la élite, y especialmente en los relativamente pocos ejemplos elaborados con talla; la mayoría siempre eran relativamente simples, con inscripciones o símbolos como guirnaldas. Los sarcófagos se dividen en varios estilos, por área de producción. Los «romanos» fueron hechos para descansar contra una pared, y un lado quedó sin tallar, mientras que los «áticos» y otros tipos fueron tallados en los cuatro lados; pero los lados cortos generalmente estaban menos decorados en ambos tipos.
El tiempo necesario para animarse a utilizar temas estándar, a los que se podían agregar inscripciones para personalizarlos y los retratos de los fallecidos, tardaron en aparecer. Los sarcófagos ofrecen ejemplos de relieves intrincados que representan escenas a menudo basadas en la mitología griega y romana o religiones de misterio que ofrecían salvación personal y representaciones alegóricas. El arte funerario romano también ofrece una variedad de escenas de la vida cotidiana, como juegos, cacería y hechos militares.Arte paleocristiano rápidamente adoptó el sarcófago, y son la forma más común de la escultura cristiana primitiva, que progresa desde simples ejemplos con símbolos, hasta frentes elaborados, a menudo con pequeñas escenas de la Vida de Cristo en dos filas dentro de un marco arquitectónico. El Sarcófago de Junio Baso (c. 359) es de este tipo, y el Sarcófago dogmático anterior es bastante más simple. Los enormes sarcófagos realizados en pórfido de Helena y Constantina son grandes ejemplos imperiales.
La cremación era el medio predominante para deshacerse de los restos de los fallecidos en la República romana. Las cenizas contenidas en urnas cinerarias y otras vasijas monumentales fueron colocadas en tumbas. Desde el siglo II en adelante, la inhumación se hizo más común, y después de que el Imperio Romano cayó bajo el dominio cristiano, fue una práctica estándar.  El sarcófago de Lucio Cornelio Escipión Barbato es un raro ejemplo de mucho antes. Un sarcófago, que significa «comedor de carne» en griego, es un ataúd de piedra utilizado para entierros de inhumación. Los sarcófagos fueron encargados no únicamente por la élite de la sociedad romana, sino también para niños, familias enteras y esposas y madres queridas. Los más costosos fueron hechos de mármol, pero también se usaron otras piedras, plomo y madera. Junto con el rango en el material de producción, existía una variedad de estilos y formas, dependiendo de dónde se producía el sarcófago y para quién se realizaba.

## Historia

### Anterior a los sarcófagos
Las prácticas funerarias de inhumación y el uso de sarcófagos no siempre fueron las costumbres funerarias preferidas por los romanos. Los etruscos y los griegos usaron sarcófagos durante siglos antes de que los romanos finalmente adoptaran la práctica en el siglo II. Antes de ese período, los muertos generalmente eran incinerados y colocados en cofres de ceniza de mármol, altares de ceniza, o simplemente se conmemoraban con un altar mayor que no estaba diseñado para contener restos cremados. A pesar de ser la principal costumbre funeraria durante la República Romana, las urnas de ceniza y altares virtuosos prácticamente desaparecieron del mercado un siglo después del advenimiento del sarcófago.(Elsner, Huskinson y Davies, 2010, pp. 21–22)
A menudo se asume que la popularidad de los sarcófagos comenzó con la aristocracia romana y gradualmente se volvió más aceptada por las clases bajas.(Elsner, Huskinson y Davies, 2010, p. 47) Sin embargo, en el pasado, los altares libres y los miembros de la clase media emergente encargaban con mayor frecuencia los altares y las urnas de cenizas más caras y ostentosas que la elite romana.(Elsner, Huskinson y Davies, 2010, p. 45)Debido a este hecho y la falta de inscripciones en los primeros sarcófagos, no hay suficiente evidencia para juzgar si la moda de los sarcófagos comenzó o no con una clase social específica. La evidencia que sobrevive indica que la gran mayoría de los primeros sarcófagos se utilizaron para los niños. Esto sugiere que el cambio en la práctica funeraria puede no haberse originado simplemente por un cambio en la moda, sino tal vez en actitudes alteradas de entierros. Es posible que la decisión de comenzar a no ofender a los cuerpos ocurriera porque las familias creían que la inhumación era un rito funerario más amable y menos perturbador que la cremación, lo que exigía un cambio en el monumento funerario.(Elsner, Huskinson y Davies, 2010, p. 47)

### Transición estilística de altares y urnas de ceniza a sarcófagos
Aunque los altares y urnas de fresno virtualmente desaparecieron del mercado en el siglo II, aspectos de su decoración perduraron en algunos elementos de los sarcófagos. El grupo estilístico más grande de los sarcófagos primitivos en el siglo II son los sarcófagos de guirnaldas, una costumbre de decoración que se usaba anteriormente en urnas de ceniza y altares. Aunque la premisa de la decoración es la misma, existen algunas diferencias. Los soportes de guirnaldas son a menudo figuras humanas en lugar de las cabezas de animales utilizadas anteriormente. Además, escenas mitológicas específicas llenan el campo, en lugar de pájaros pequeños u otras escenas menores. El panel de inscripción en altares y cofres de ceniza de guirnalda también falta en los sarcófagos de guirnaldas, cuando un sarcófago tenía una inscripción. El hecho de que los primeros sarcófagos con guirnaldas continuaran la tradición de los altares con guirnaldas decoradas sugiere que los clientes y escultores de tenían enfoques similares a los que compraban y producían los altares. Ambos monumentos empleaban una colección similar de motivos con ligeros cambios sutiles en la iconografía.

### Centros de producción de sarcófagos romanos, áticos y asiáticos metropolitanos

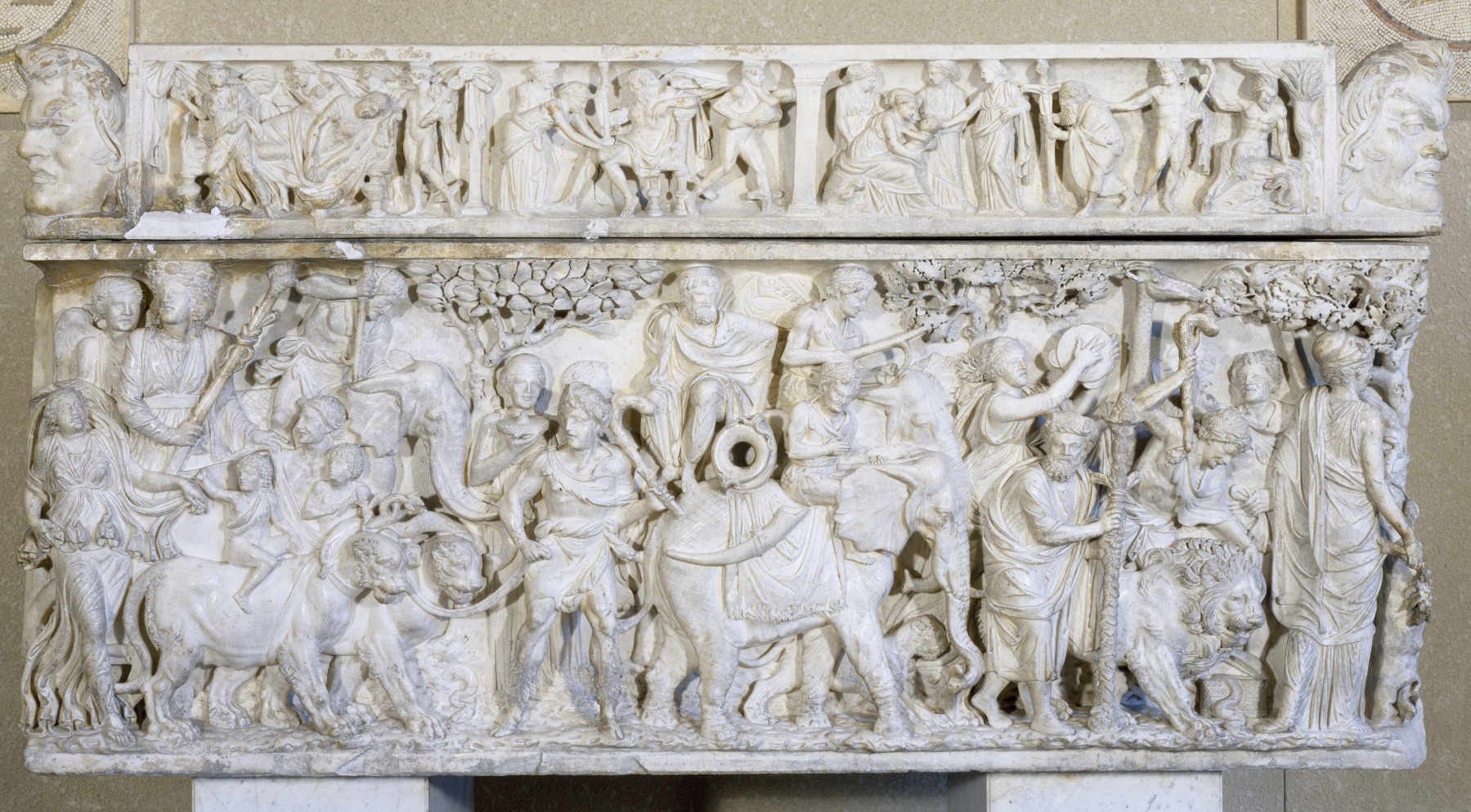
El sarcófago con el triunfo de Dionisio es un buen ejemplo de un sarcófago de estilo romano metropolitano con su tapa plana, decoración de tres lados y escenas dionisíacas de la mitología griega.

La producción de sarcófagos del antiguo Imperio Romano implicó tres partes principales: el cliente, el taller de escultura que talló el monumento y el taller de cantera que suministró los materiales. La distancia entre estas partes fue muy variable debido al tamaño extenso del Imperio. El metropolitano romano, ático y asiático fueron los tres principales tipos regionales de sarcófagos que dominaron el comercio en todo el Imperio Romano. Aunque se dividieron en regiones, la producción de sarcófagos no fue tan simple como podría parecer. Por ejemplo, los talleres áticos estaban cerca del monte Pentélico, la fuente de sus materiales, pero generalmente estaban muy lejos de su cliente. Lo opuesto fue cierto para los talleres de la Roma metropolitana, que tendían a importar grandes sarcófagos maltratados de canteras lejanas para completar sus encargos. Dependiendo de la distancia y la solicitud del cliente —algunos clientes podían optar por dejar los elementos de sus sarcófagos sin terminar hasta una fecha futura, presentando la posibilidad de seguir trabajando después del encargo principal—, los sarcófagos se encontraban en diferentes etapas de producción durante el transporte. Como resultado, es difícil desarrollar un modelo estandarizado de producción.

#### Metropolitano romano
Roma fue el principal centro de producción en la parte occidental del imperio. Un sarcófago metropolitano romano a menudo tomaba la forma de una caja rectangular baja con una tapa plana. Como el sarcófago generalmente se colocaba en un nicho o contra una pared en un mausoleo, por lo general estaban decorados en el frente y dos lados más cortos. Muchos fueron decorados con tallas de guirnaldas, frutas y hojas, así como escenas narrativas de la mitología griega. También fueron populares las escenas de batallas y de caza, los acontecimientos biográficos de la vida de los difuntos, los bustos de retratos, la profesión de los difuntos y los diseños abstractos.

#### Áticos

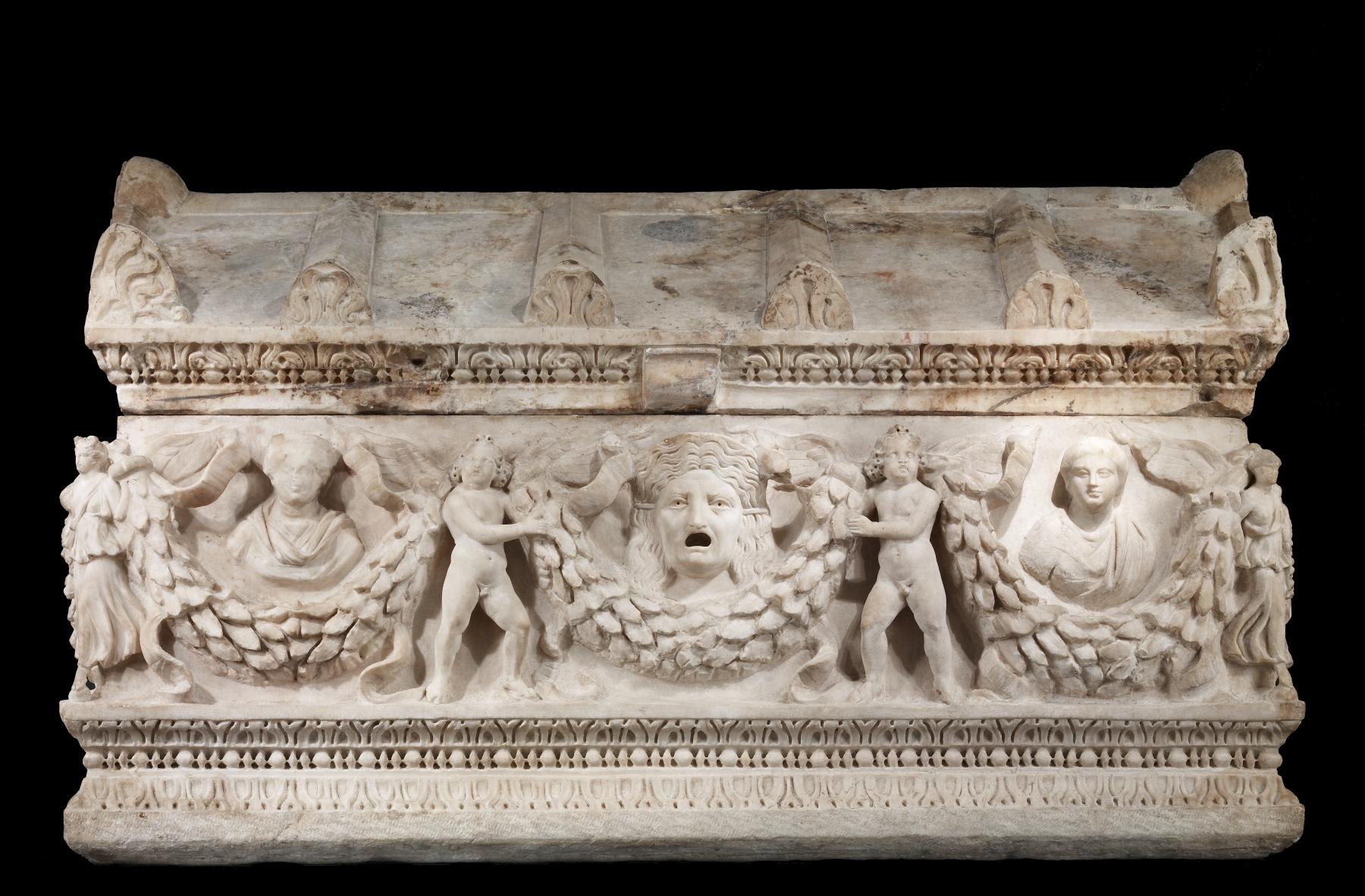
Sarcófago de guirnalda asiática, el tipo predominante durante los reinados de Trajano y Adriano (Museo Walters), datado entre 150 y 180, en mármol de Dokimeion, probablemente hecho en Frigia y luego enviado a Roma. La tapa del techo a dos aguas ejemplifica la tradición de la guirnalda común en los altares y urnas de ceniza. También tiene varias partes incompletas en sus cuatro lados, lo que sugiere que el trabajo fue interrumpido o fue necesario realizado con poco tiempo.

Atenas fue el principal centro de producción de sarcófagos de estilo ático. Estos talleres produjeron principalmente sarcófagos para la exportación. Eran de forma rectangular y a menudo estaban decorados en los cuatro lados, a diferencia del estilo romano metropolitano, con tallas ornamentales a lo largo de la parte inferior y el borde superior del monumento. Las tapas también eran diferentes del estilo romano metropolitano plano y presentaban un techo a dos aguas inclinado, o una tapa de kline, que está tallada en el estilo de los cojines del sofá en el que se reclina la forma del difunto. La gran mayoría de estos sarcófagos también presentaron temas mitológicos, especialmente la guerra de Troya, Aquiles y batallas con las amazonas.

#### Asia Menor (asiático)
Los talleres de Dokimeion en Frigia se especializaron en sarcófagos asiáticos de gran escala formados arquitectónicamente. Muchos presentaban una serie de columnas unidas por un entablamento en los cuatro lados con figuras humanas en el área entre las columnas. Se hicieron a menudo en el diseño de techo a dos aguas con el fin de completar los sarcófagos de estilo arquitectónico por lo que el ataúd formó una especie de casa o templo para el difunto. Otras ciudades en Asia Menor también produjeron sarcófagos de la tradición de la guirnalda. En general, los sarcófagos estaban decorados en tres o cuatro lados, dependiendo de si se exhibirían en un pedestal al aire libre o contra las paredes dentro de las tumbas.

### Mito y significado sobre sarcófagos romanos antiguos

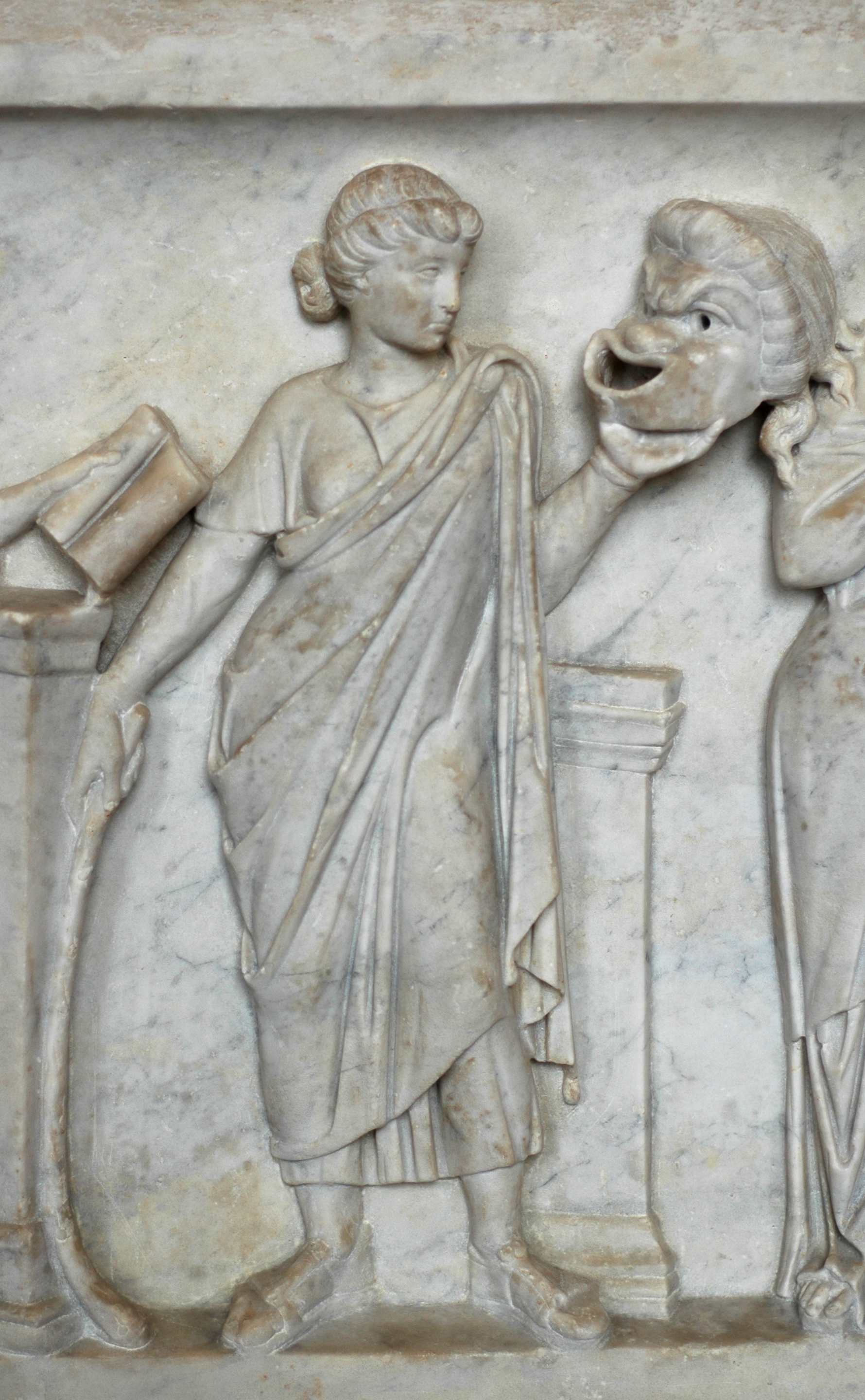
Talía, la Musa de la comedia, (principio del).

Una transición de la guirnalda clásica y los relieves estacionales con figuras mitológicas más pequeñas a un mayor enfoque en escenas mitológicas completas comenzó con la ruptura del estilo clásico a fines del siglo II hacia el final del reinado de Marco Aurelio. Este cambio condujo al desarrollo de temas y significados populares retratados a través de escenas mitológicas y alegorías. Las escenas mitológicas más populares sobre los sarcófagos romanos funcionaban como ayuda para el luto, visiones de la vida y la felicidad, y oportunidades para la autorretracción de los ciudadanos romanos.

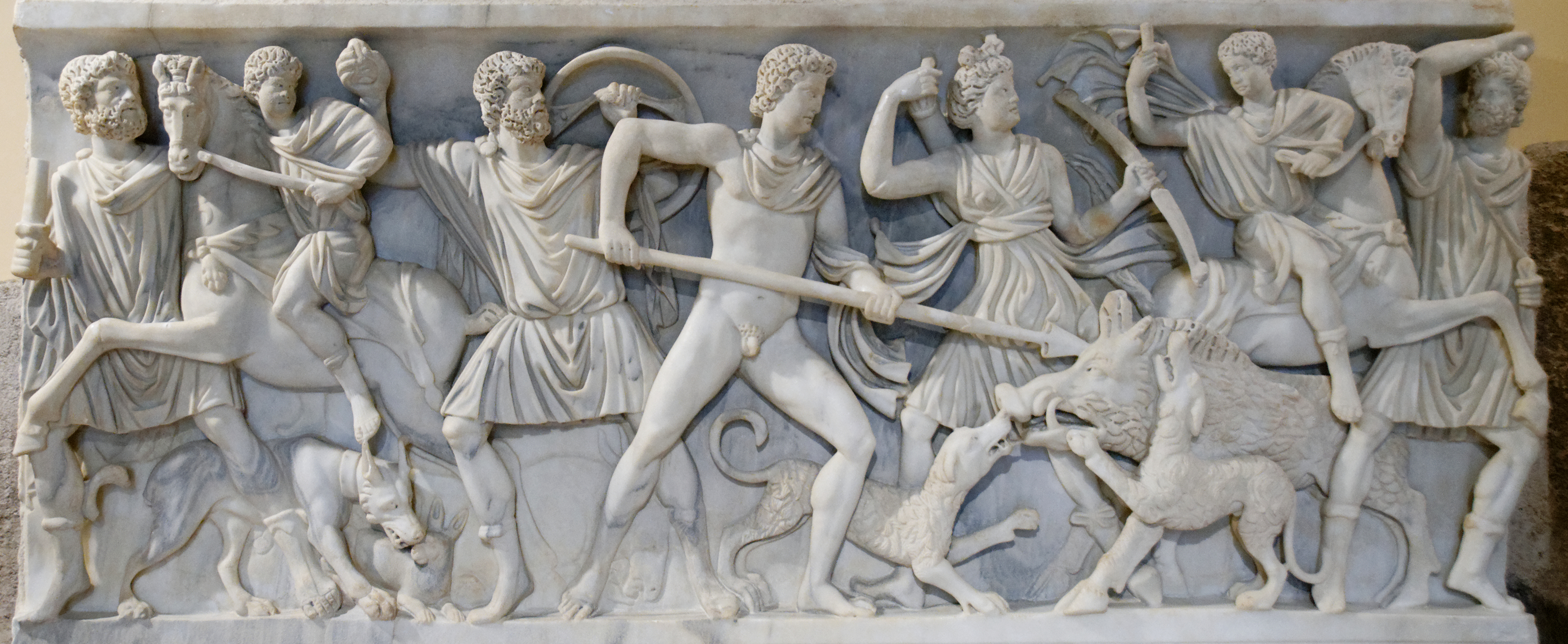
Relieve de un sarcófago romano de mármol, con el mito del Jabalí de Calidón, hallado en Vicovaro. Palazzo dei Conservatori (Roma).

Las imágenes de Meleagro, el héroe que mató al Jabalí de Calidón, el luto de su amante y compañera de caza Atalanta, así como las imágenes del luto de Aquiles por Patroclo, eran muy comunes en los sarcófagos que actuaban como auxiliares de duelo. En ambos casos, las escenas mitológicas eran similares a las prácticas de luto de los ciudadanos romanos comunes en un esfuerzo por reflejar su dolor y consolarlos cuando visitaban la tumba. Las imágenes lúdicas que representan nereidas, triunfos dionisíacos y escenas de amor de Dioniso y Ariadna también se representaban comúnmente en los sarcófagos. Es posible que estas escenas de felicidad y amor frente a la muerte y el luto alentaran a los vivos a disfrutar la vida mientras pudieran, y reflejaran la celebración y las comidas que los dolientes disfrutarían más tarde en la tumba cuando volvieran a visitar al difunto. El tercer siglo implicó el regreso en popularidad de la autorrepresentación en los sarcófagos romanos.

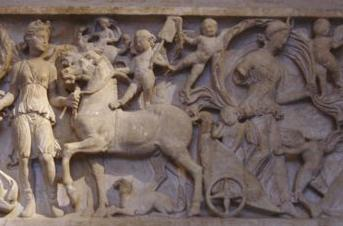
Detalle de un sarcófago que representa Endimión y Selene, que se muestra con sus atributos característicos de corona semilunar y velo ondulante.

Hubo varias formas diferentes en que los ciudadanos romanos abordaron la autorrepresentación en los sarcófagos. Algunos sarcófagos tenían representaciones reales de la cara o la figura completa del difunto. En otros casos, se usaron retratos mitológicos para relacionar las características del difunto con los rasgos del héroe o la heroína retratados. Por ejemplo, los retratos mitológicos comunes de mujeres fallecidas los identificaron con mujeres de rasgos elogiados en el mito, como Selene o la leal Alcestis. Las escenas con las figuras de Meleagro y Aquiles expresaban valentía y, a menudo, se producían en sarcófagos con hombres fallecidos. Las escenas biográficas que enfatizan las verdaderas virtudes de los ciudadanos romanos también se usaron para conmemorar al difunto. Los estudiosos argumentan que estas escenas biográficas, así como las comparaciones con personajes mitológicos sugieren que la autorretracción en los sarcófagos romanos no existía para celebrar los rasgos de los difuntos, sino más bien para enfatizar los valores culturales romanos preferidos, y demostrar que la familia de los fallecidos eran miembros educados de la élite que podían entender alegorías mitológicas difíciles.

### Sarcófagos de los siglosIIIyIV

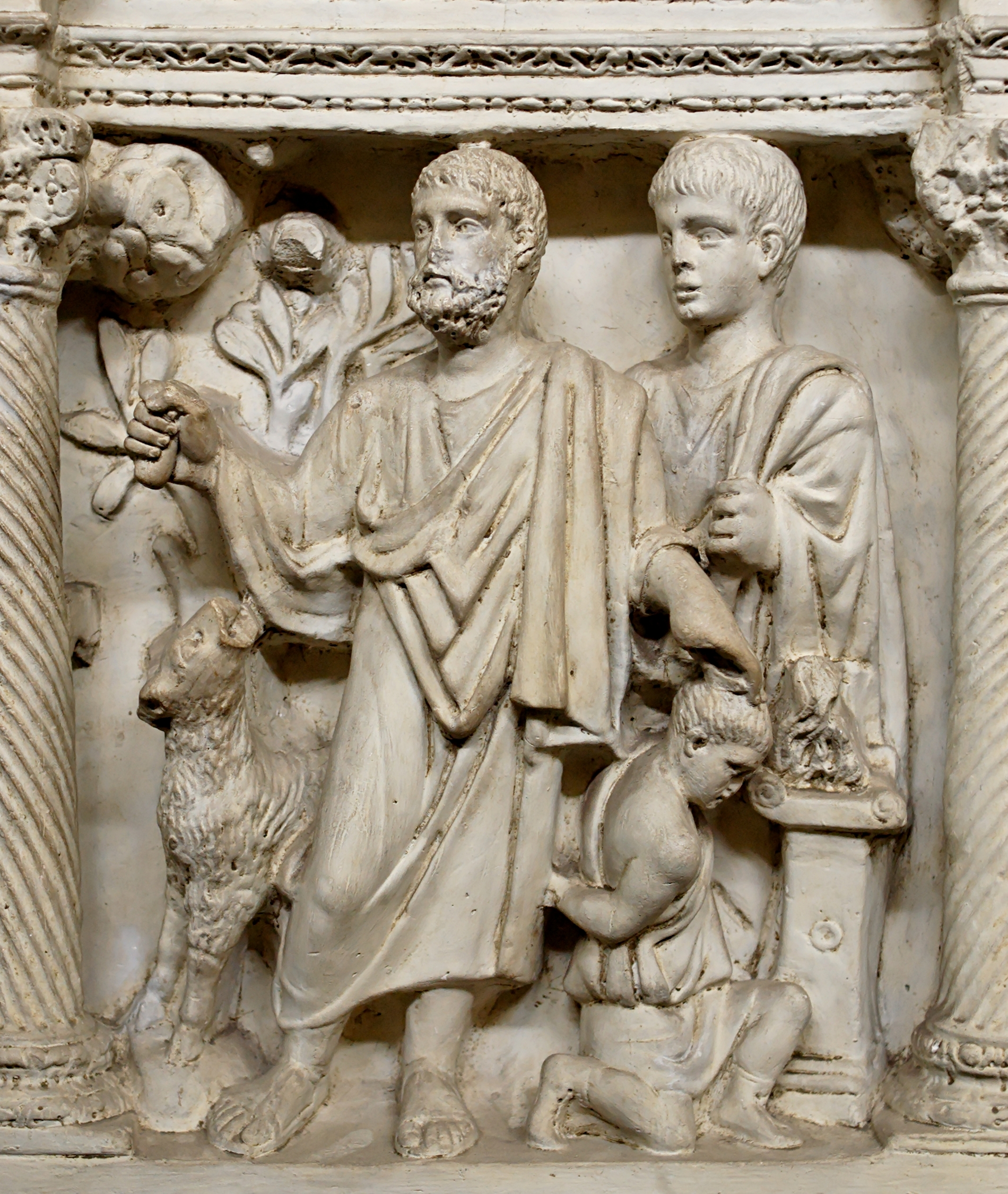
Sacrificio de Isaac, detalle del sarcófago de Junio Baso del. —Figuras principales mayores y otras menores ocupando espacios secundarios—.

La ruptura del estilo clásico condujo a un período en el que los relieves mitológicos completos con un aumento en el número de figuras y una elongación de las formas se hicieron aún más populares. La proporción de figuras en los relieves también se volvió cada vez más desequilibrada, con las figuras principales ocupándose de la mayor área y con figuras más pequeñas abarrotadas en los pequeños espacios vacíos. En el siglo III, otra transición en el tema implicó el regreso en popularidad de la representación de retratos tanto mitológicos como no de los difuntos. Las imágenes de las cuatro estaciones también se hicieron populares durante los siglos tercero y cuarto. Con el advenimiento del cristianismo en el siglo III, se mantuvieron los motivos tradicionales, como las estaciones, y aparecieron imágenes que representan una creencia en la vida después de la muerte. El cambio traído por el cristianismo es quizás el más significativo, ya que señala un énfasis en las imágenes de retrospección, y presenta imágenes de una vida futura.

## Personalización
La personalización de sarcófagos era para mostrar los atributos, los logros o la historia del difunto a través de arte y / o inscripciones.

### Sarcófago de Lars Pulena
La escena esculpida en el frente del ataúd muestra al difunto en el inframundo entre dos charuns —demonios de la muerte etruscos— en lo que significaba que su viaje a la otra vida fue un éxito. En la tapa, se muestra a Pulena, recostado, apoyada en su brazo izquierdo y frente a él, una lista de los logros de su vida que fueron inscritos en un pergamino abierto.

### Sarcófago de Melfi
El sarcófago asiático con el retrato de una mujer también muestra una influencia etrusca en el esculpir el retrato en la tapa. Hecho de mármol, con relieves en los cuatro lados de la caja —una característica de la producción de sarcófagos del Este—, y que se representan mini estatuas esculpidas de dioses griegos y héroes enmarcados. La tapa muestra un retrato de la mujer con Cupido en el extremo derecho y un pequeño perro en el que las patas son lo único que permanece en el extremo izquierdo.

### Batalla de romanos y bárbaros

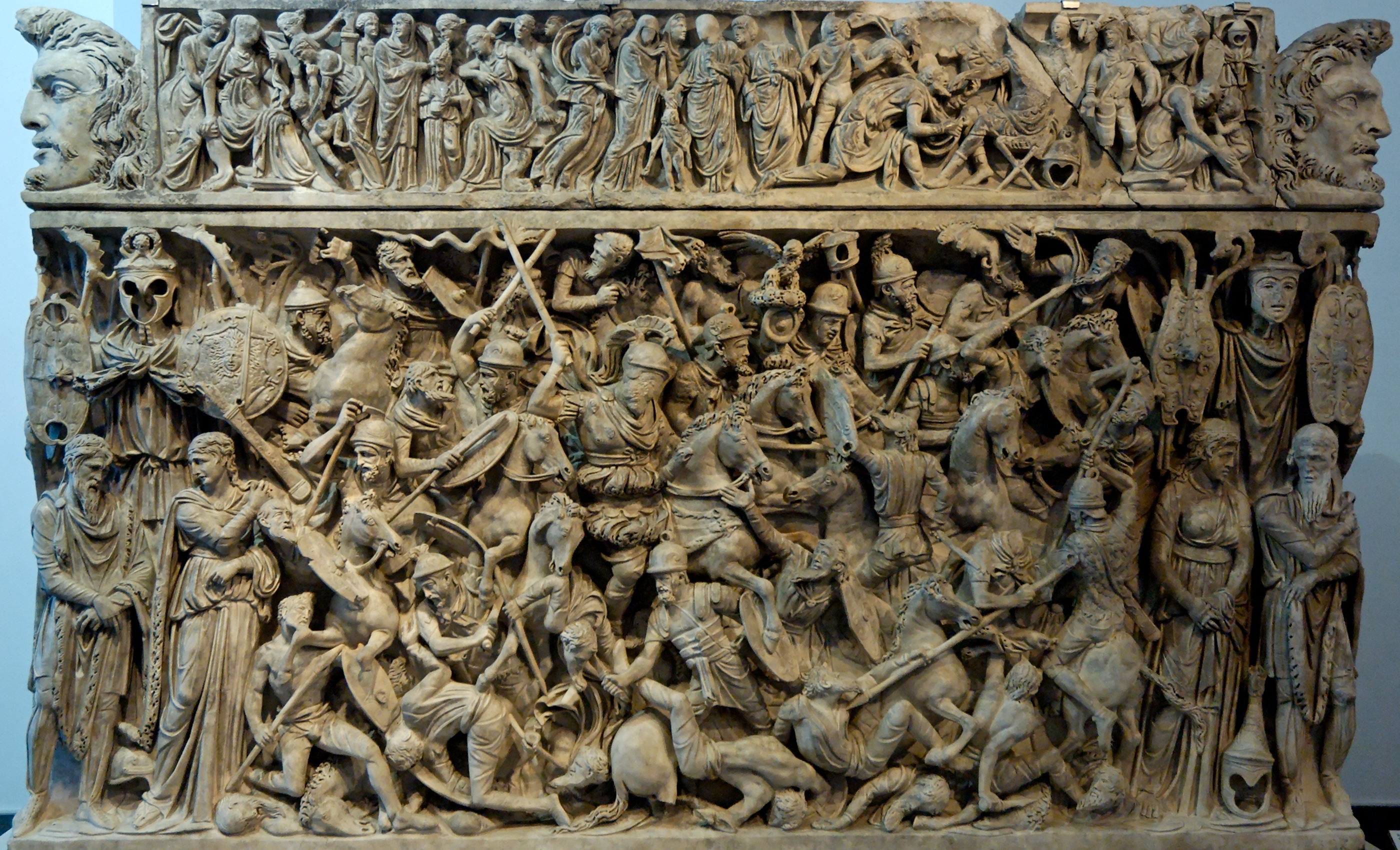
El sarcófago de Portonaccio.

El sarcófago de Portonaccio es un ejemplo de uno de un grupo de aproximadamente veinticinco sarcófagos de batalla romanos tardíos, con una excepción, todos aparentemente de los años 170 al 210, hechos en Roma o en algunos casos en Atenas. Estos se derivan de los monumentos helenísticos de Pérgamo en Asia Menor que muestran las victorias de Pérgamo sobre los galos, y presumiblemente fueron encargados para los comandantes militares. El sarcófago de Portonaccio es el más conocido y más elaborado del grupo principal de Antonino Pío, y muestra similitudes considerables con el sarcófago del Gran Ludovisi, el atípico tardío de alrededor del 250, y un contraste considerable en el estilo y el estado de ánimo.
La cara del general está inacabada, ya sea porque los escultores esperaban un modelo para trabajar, o habían producido el trabajo especulativamente sin un encargo específico. El general y su esposa también se muestran cada uno dos veces en el friso de la tapa, tomados de la mano en el centro y solos en los extremos, de nuevo con las caras sin terminar.
El sarcófago de batalla de Ludovisi inusualmente grande muestra una escena de batalla caótica entre los romanos y los enemigos bárbaros. En el centro, un joven general no lleva casco ni empuña ninguna arma y tiene el emblema de Mitra, el dios persa de la luz, la verdad y la victoria sobre la muerte tallada en su frente. Varios eruditos lo han identificado como uno de los hijos de Trajano Decio.

### Sarcófago de Santa María Antigua
Un sarcófago de la iglesia de Santa María Antigua con un filósofo, una orante y escenas del Antiguo y Nuevo Testamento es el arte de los primeros cristianos en el que se muestra la historia de Jonás en el tercio izquierdo, las figuras de una mujer rezando y un hombre sentado leyendo unos rollos; sus rostros están inacabados —destinados a ser ocupados por los retratos del difunto. A la derecha, Cristo como Buen Pastor y el bautismo de Jesús.